# Distrito de Saharsa
Saharsa (en bihari; सहरसा जिला) es un distrito de India en el estado de Bihar. Código ISO: IN.BR.SH.
Comprende una superficie de 1 702 km².
El centro administrativo es la ciudad de Saharsa.

## Demografía
Según censo 2011 contaba con una población total de 1 897 102 habitantes.